# Johan van der Does (1644-1704)
Johan van der Does (Delft, 30 december 1644 - Gouda, 4 april 1704) was een Nederlandse regent, burgemeester van Gouda en dijkgraaf van de Krimpenerwaard.

## Leven en werk
Van der Does werd in 1644 geboren als zoon van de Schiedamse burgemeester Adriaan van der Does en van Maria Gool. Zijn vader overleed toen hij nog geen jaar oud was. Zijn moeder hertrouwde met Willebrord van Nederveen, heer van Reeuwijk, die net als zijn vader burgemeester van Schiedam was. Hij ging in 1662 rechten studeren aan de Universiteit Leiden en promoveerde aldaar in 1669. Vervolgens werd hij hoogleraar in de rechten aan de Universiteit van Harderwijk. In 1681 werd hij poorter van Gouda. In deze stad vervulde hij tal van regentenfuncties. Direct na het verlenen van het poorterschap werd hij benoemd tot pensionaris van de stad.
Deze functie vervulde hij tot 1689. Hij vertegenwoordigde Gouda in de Staten van Holland gedurende de jaren 1688-1690, 1694-1699 en van 1700-1702. In de periode van 1690 tot zijn overlijden in 1704 was hij lid van de Goudse vroedschap. In 1691 en in 1692 bekleedde hij het ambt van burgemeester. Van 1697 tot 1704 was hij dijkgraaf van de Krimpenerwaard. Daarnaast vervulde hij ook nog de functies van scholarch (schoolopziener) en van kerkmeester.
Van der Does trouwde op 15 september 1677 met Elisabeth van der Dussen, de dochter van de Schiedamse burgemeester Adriaan van der Dussen en een nicht van de invloedrijke Goudse burgemeester Jacob van der Dussen, diens zoon Bruno was eveneens een invloedrijke Goudse bestuurder. Uit hun huwelijk werden twaalf kinderen geboren, waaronder een zoon Adriaan, die net als zijn vader veel regentenfuncties in Gouda zou vervullen, en een zoon Johan, die raadsheer bij de Hoge Raad en thesaurier-generaal van de Republiek der Verenigde Nederlanden zou worden. Zijn kleinzonen Bruno en Adriaan werden respectievelijk burgemeester van Gouda en schout-bij-nacht van Holland en West-Friesland. Hij overleed in april 1704 op 59-jarige leeftijd in zijn woonplaats Gouda.
- Biografisch Portaal: 43844568
- International Standard Name Identifier: 0000 0003 8731 8451
- Nederlandse Thesaurus van Auteursnamen: 070010366
- Virtual International Authority File: 280203068